# Raskrižje Tihovo
Raskrižje Tihovo je naselje u Hrvatskoj u sastavu Grada Delnica. Nalazi se u Primorsko-goranskoj županiji.

## Zemljopis
Jugozapadno su Delnice i Marija Trošt, park šuma Japlenški vrh je zapadno i jugozapadno. Južno jugoistočno je Dedin. Jugoistočno su Gornji Turni, izvor rječice Kupice, Podstena, Kupjak i Zalesina. Istočno su Donji Turni, geomorfološki rezervat Vražji prolaz i Zeleni vir. Sjeveroistočno su Gornje Tihovo, Donje Tihovo, Mala Lešnica i Velika Lešnica te Skrad.

## Stanovništvo
| broj stanovnika | 57    | 62    | 56    | 50    | 61    | 67    | 79    | 57    | 52    | 49    | 39    | 25    | 15    | 16    | 5     | 7     | 3     |
|                 | 1857. | 1869. | 1880. | 1890. | 1900. | 1910. | 1921. | 1931. | 1948. | 1953. | 1961. | 1971. | 1981. | 1991. | 2001. | 2011. | 2021. |